# Art pop
Genres dérivés
Post-punk, Synthpop, Vaporwave
Genres associés
Art rock, musique industrielle, avant-pop, pop expérimentale, glam rock, Nouveaux Romantiques, Power pop, Pop progressive
L'art pop (parfois composé d'un trait d'union ou écrit en un seul mot ; parfois confondu avec la pop progressive) est un genre musical qui fusionne les éléments de la pop avec l’esthétique du pop art, apparu au milieu des années 1960.

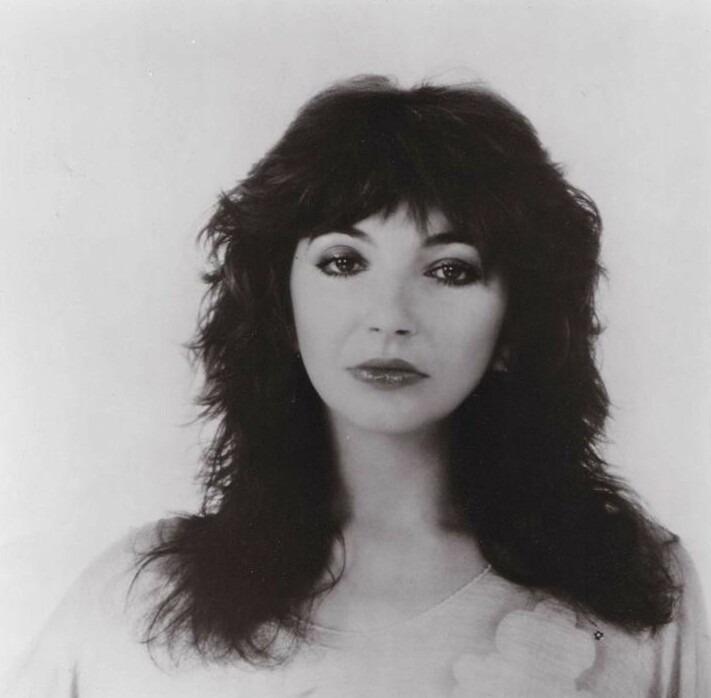
Kate Bush.

Aujourd'hui, le terme "art pop" est avant tout utilisé pour désigner des artistes expérimentant grandement avec le genre de la pop, que ce soit au niveau des performances vocales, de la composition, de la structure des morceaux, de l'écriture des paroles et de l'esthétique visuelle autour des albums ; tels que Kate Bush, Bjork, FKA Twigs ou Caroline Polachek.

## Histoire
L'art pop est un style de musique pop vaguement défini. Il est associé et orienté pop art, se développe chez certains musiciens pop inspirés de leurs études d'art dans les années 1950 et 1960, comme John Lennon, Bryan Ferry, Syd Barrett, et Brian Eno. Le terme définit des musiques de Talking Heads, Peter Gabriel, Laurie Anderson, Beck, Pavement, et Duncan Sheik. Selon Stephen Holden, de nombreuses sources retracent les origines de l'art pop au milieu des années 1960 lorsque des producteurs tels que Phil Spector et Brian Wilson des Beach Boys incorporaient des textures pseudo-symphoniques à leurs chansons pop, et lorsque les Beatles enregistraient pour la première fois en tant que quatuor à cordes. En Amérique du Nord, l'art pop s'inspire plus de Bob Dylan et de Beat Generation et s'associe à la musique folk Le sociologue musical Simon Frith cite le groupe anglais Roxy Music comme « le groupe archétype d'art pop. » Selon Jason Heller de The A.V. Club, Eno est un pionnier de l'art pop ayant exploré le genre dans ses albums solo expérimentaux qu'il a enregistré après son départ de Roxy Music.